# Janet Kear
Janet Kear (Middlesex Reino Unido, 13 de enero de 1933-24 de noviembre de 2004) fue una ornitóloga y conservacionista británica que estudió extensamente las aves acuáticas y escribió varias obras importantes sobre patos. Fue la primera mujer en dirigir un centro de la Wildfowl and Wetlands Trust (WWT) y la primera en ser vicepresidenta y luego presidenta de la Unión de Ornitólogos Británicos. Fue galardonada con la Orden del Imperio Británico en 1993.

## Biografía
Kear nació el 13 de enero de 1933 en Middlesex (Inglaterra). Fue la hija menor del matrimonio formado por Harold Kear y Constance May Betteridge. Su hermano David llegó a ser director general del Departamento de Investigación Científica e Industrial de Nueva Zelanda. Estudió en el King's College London y luego en el Girton College de la Universidad de Cambridge, donde obtuvo su doctorado en 1959 bajo la supervisión de Robert A. Hinde. Se unió al equipo de Peter Scott del Wildfowl and Wetlands Trust (WWT) en Slimbridge (Gloucestershire). Su trabajo incluyó estudiar la reproducción del ganso hawaiano y la reintroducción de gansos criados en cautiverio a un ambiente natural. Kear examinó el comportamiento y el desarrollo de los gansos e hizo estudios sobre su pastoreo. Su trabajo fue fundamental para evitar la extinción de esta especie. Estudió la salud de las aves acuáticas y los métodos para evaluarlas. Fue coordinadora de avicultura del WWT de 1974 a 1977. Se casó con Geoffrey Vernon Townsend Matthews, otro investigador de la WWT, en 1964. Se separaron en 1978.
Kear se convirtió en curadora del nuevo centro regional de la fundación el WWT Martin Mere de Lancashire en 1977 y fue la primera mujer en dirigir un centro de la WWT. Allí conoció a John Victor Turner, un ornitólogo voluntario con quien se casó en Nueva Zelanda en 1993. Fue la primera mujer en ser vicepresidenta (1989-1991) y luego presidenta (1991-1995) de la Unión de Ornitólogos Británicos y editó su revista Ibis de 1980 a 1988. Fue nombrada miembro de la Universidad de Liverpool (1978-1992) y obtuvo un doctorado honoris causa junto con el título de profesor de la Universidad John Moores en 1990. Recibió la medalla de la Unión de Ornitólogos Británicos en 1998 y fue galardonada con la Orden del Imperio Británico en 1993.

## Obra
Entre sus libros se encuentran:
- Hawaiian Goose (1980) —coautora—
- Wildfowl (1985) —coautora—
- The Mute Swan (1989)
- Man And Wildfowl (1990)
- Ducks Of The World (1991).